# Meridian Brothers
Meridian Brothers sind eine 1998 in Bogotá gegründete Avantgarde-Band, deren Markenzeichen die Vermischung von verschiedenen Musikstilen und elektronischen Klangexperimenten mit lateinamerikanischen Rhythmen ist.

## Geschichte
Eblis Álvarez gründete die Meridian Brothers 1998 als Soloprojekt. Zunächst basierte seine Musik auf Latino-Rock, den er durch alternative Spielweise von Instrumenten sowie durch elektronische Mittel verfremdete. Zu dieser Zeit finanzierte sich das Projekt über den Verkauf selbstproduzierter Musikkassetten. 1998 trat er der kurzlebigen Avantgardeband Ensamble Polifónico Vallenato bei, die Cumbia-Musik mit elektronischen Effekten mischte, und begann anschließend damit, Cumbia-Einflüsse in die Musik seines Meridian-Brothers-Projekts einzuarbeiten. Über die Jahre ergänzte er seinen Stil um Elemente kolumbianischer Musik der 1960er- und 1970er-Jahre. Ab 2009 ergänzte er das Projekt für Liveauftritte um einen festen Stamm von Musikern, so dass sich die Meridian Brothers heutzutage als Band sehen. Seit der Veröffentlichung des 2012er-Albums Desesperanza auf dem renommierten britischen Soundway-Label wird die Band auch international wahrgenommen. 2012 nahm der britische DJ und Labelbetreiber Gilles Peterson den Track Guarancha UFO in seine Liste der besten 2012 in seiner BBC-Show gespielten Stücke auf. 2013 spielte die Band auf dem Roskilde-Festival und dem Les Transmusicales in Rennes und wurde Anfang März auf MTV Iggy zum 'Künstler der Woche' gewählt.

## Stil
Grundgerüst der Musik der Meridian Brothers sind lateinamerikanische Rhythmen wie Cumbia oder Vallenato. Über diese Beats werden Versatzstücke verschiedener Musikstile gelegt, von Funk über Elektropop bis hin zu Minimal Techno. Prägend sind minimalistische Synthesizer-Melodien im Stile niedrigpreisiger Heimorgeln, die der Musik ein Retro-Element verleihen.

## Diskografie
- 2005: El advenimiento del castillo mujer (La Distritofónica)
- 2009: Este es el Corcel Heroico que nos Salvará de la Hambruna y Corrupción (La Distritofónica)
- 2011: Meridian Brothers VII (La Distritofónica)
- 2012: Desesperanza (Soundway)
- 2013: Devoción (Works 2005 - 2011) (Staubgold)
- 2014: Salvadora Robot (Soundway)
- 2015: Los Suicidas (Soundway)
- 2017: ¿Dónde Estás María? (Soundway)
- 2020: Cumbia Siglo XXI (Les Disques Bongo Joe)
- 2021: Paz En La Tierra (Gemeinschaftsalbum mit Conjunto Media Luna, Les Disques Bongo Joe)
- 2022: Gemeinschaftsalbum mit El Grupo Renacimiento (Ansonia Records)
- 2024 Mi Latinoamérica Sufre (Bongo Joe)

## Nebenprojekte
Álvarez spielt in der kolumbianischen Cumbia-Band Frente Cumbiero Gitarre und leitet seit 2010 die weniger elektronisch orientierte Band Los Pirañas, die bis 2019 drei Alben unter anderem auf den deutschen Indie-Labels Staubgold und Glitterbeat veröffentlichte. Ponce ist Komponist und Arrangeur klassischer Musik und brachte neben seiner Tätigkeit bei den Meridian Brothers mehrere Soloalben heraus, deren Musik bei Klassikfestivals in Bogotá und Havanna gespielt wurde. Forero und Valencia betreiben das in Bogotá ansässige Plattenlabel La Distritofónica. Quevedo ist klassischer Gitarrist und Teil des Gitarrentrios trip trip trip.